# Église Saint-Rémi de Saint-Rémy-Blanzy

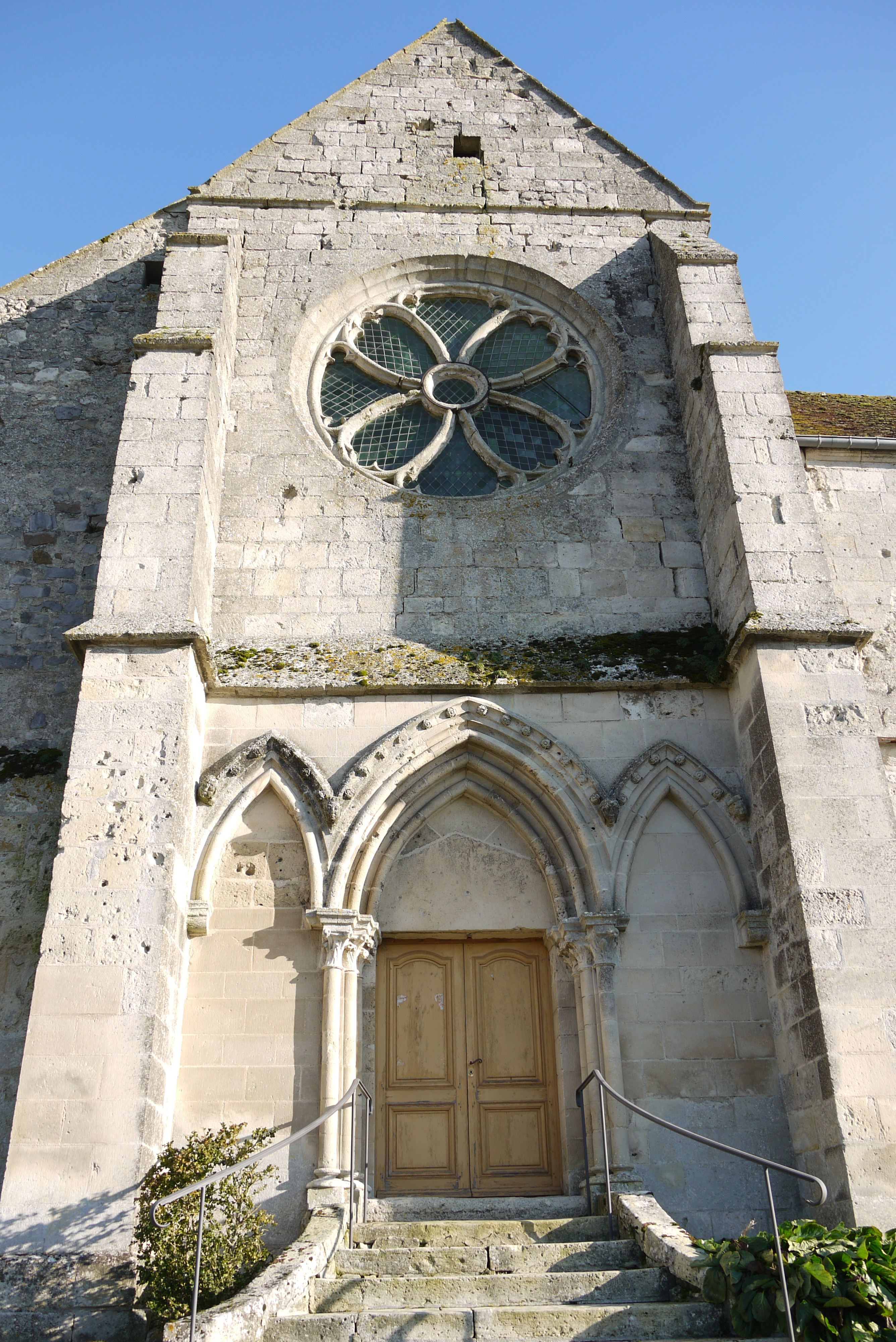

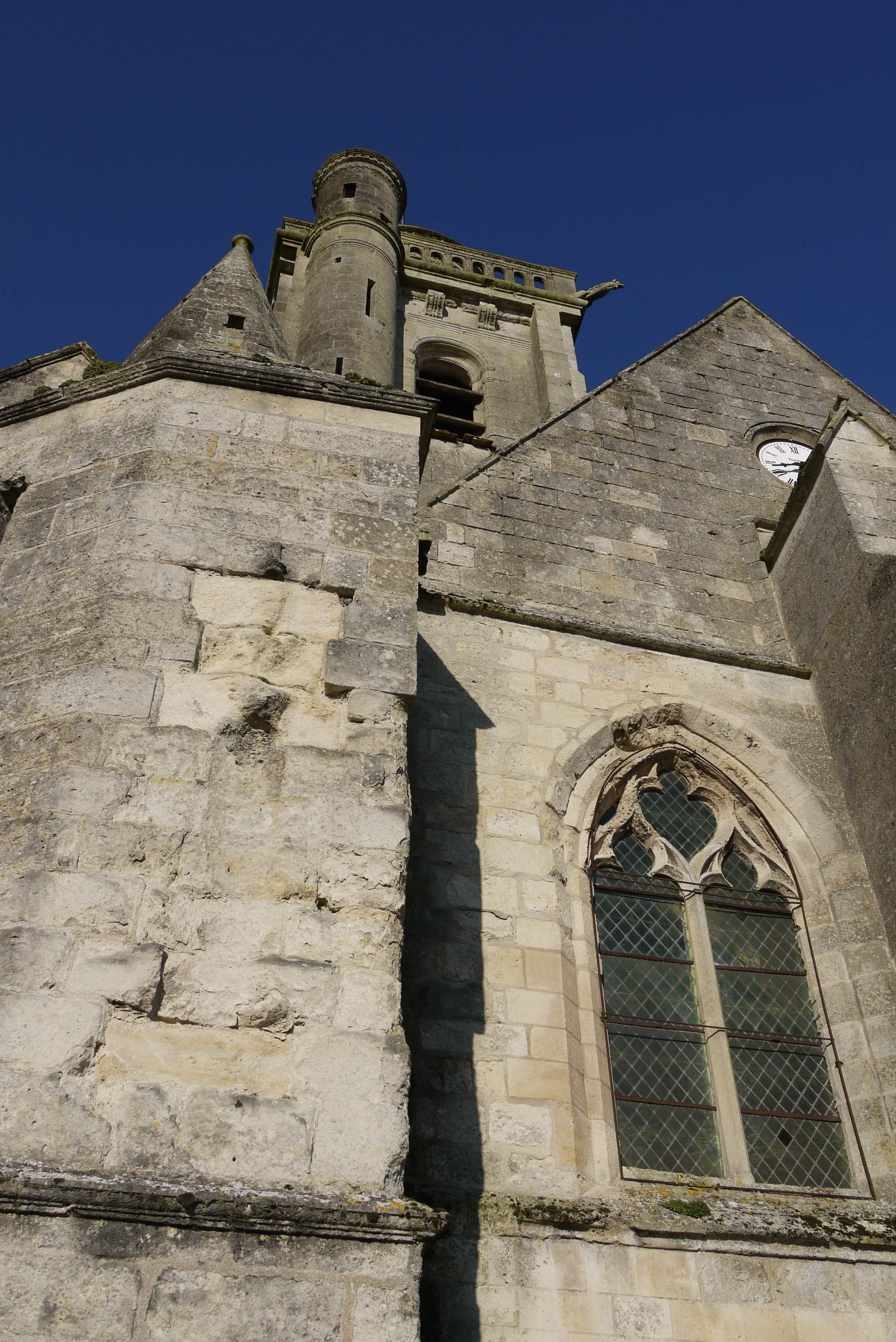

L'église Saint-Rémi est une église située à Saint-Rémy-Blanzy, en France.

## Localisation
L'église est située sur la commune de Saint-Rémy-Blanzy, dans le département de l'Aisne.

## Historique
Le monument est classé au titre des monuments historiques en 1921.